# دهستان توئه‌وانگ
دهستان توئه‌وانگ (به لاتین: Toewang Gewog) یک دهستان در کشور بوتان است که در ناحیهٔ پوناخا واقع شده‌است.